# Helpdesk

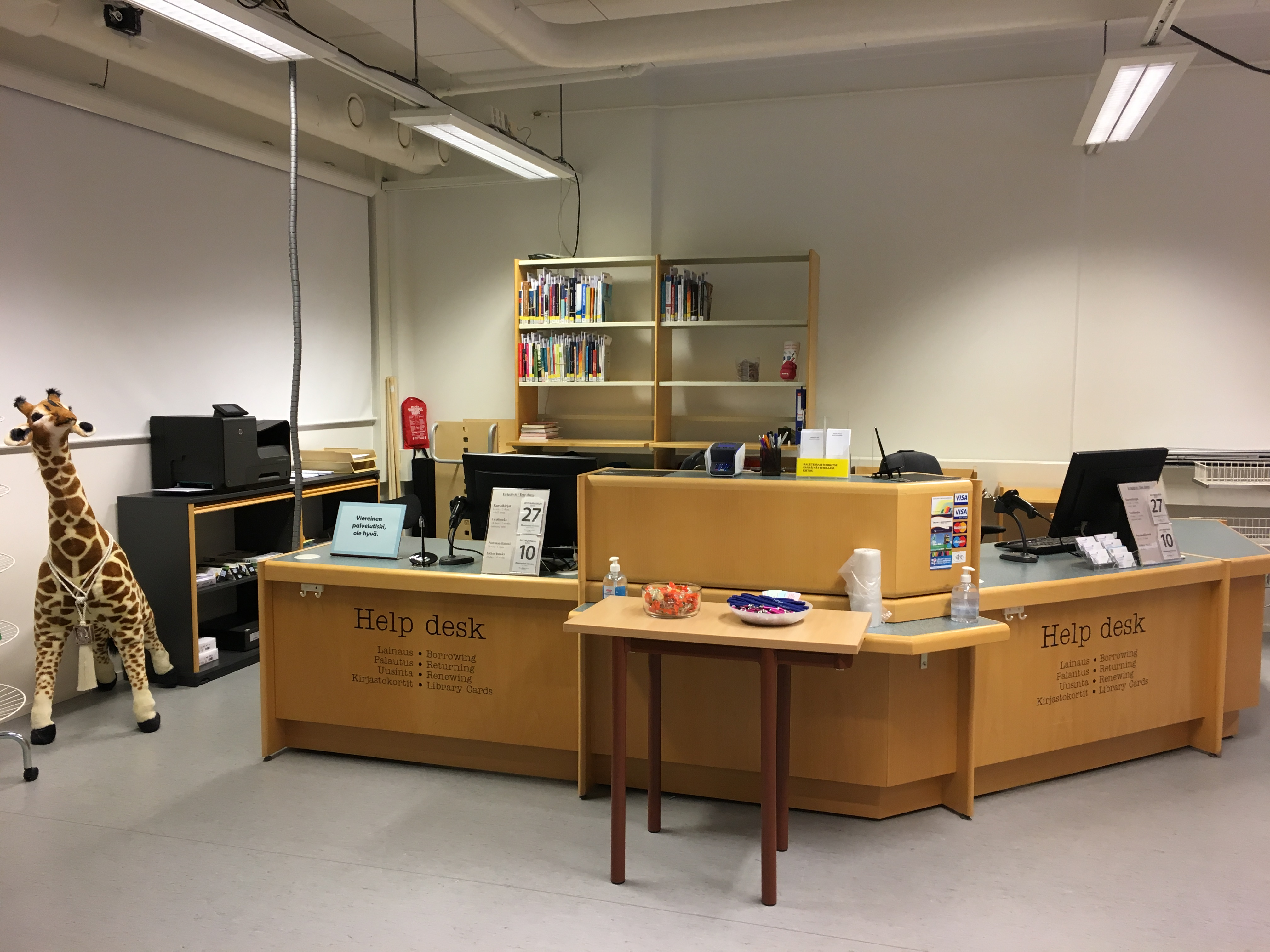
Helpdesk op de universiteit van Seinäjoki (Finland)

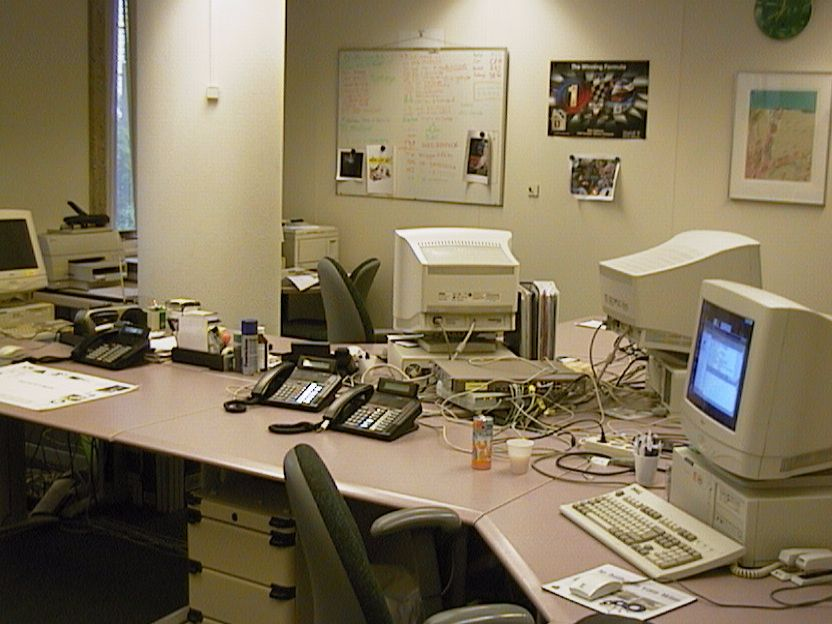
Servicedesk bij BP/Mobil in Rotterdam anno 1999

Een helpdesk is een locatie of persoon waar veelal telefonisch of per e-mail vragen kunnen worden gesteld, storingen kunnen worden gemeld of advies kan worden verkregen over een bepaald product of service. Helpdesks kunnen grofweg in twee categorieën ingedeeld worden:
1. Informatieve helpdesks: Bijvoorbeeld het informatienummer van een producent van consumptieartikelen.
2. Technische helpdesks: Hier worden vragen en storingen behandeld op ICT-gebied.

Binnen het raamwerk van ITIL vervult de helpdesk de functie van servicedesk. 
De helpdesk kan intern zijn, of worden uitbesteed aan gespecialiseerde bedrijven. In een bedrijfsorganisatie is de helpdesk vaak onderdeel van de afdeling die belast is met het systeembeheer.

## Helpdeskfraude
Het zich voordoen als medewerker van een helpdesk om zo toegang te krijgen tot de computer van iemand wordt helpdeskfraude genoemd.